# Mr. Saturday Night
Pour plus de détails, voir Fiche technique et Distribution.
Mr. Saturday Night ou Monsieur Samedi Soir au Québec est un film américain réalisé par Billy Crystal, sorti en 1992.

## Fiche technique
- Titre : Mr. Saturday Night
- Titre québécois : Monsieur Samedi Soir
- Réalisation : Billy Crystal
- Scénario : Billy Crystal, Babaloo Mandel et Lowell Ganz
- Production : Billy Crystal, Lowell Ganz, Babaloo Mandel et Peter Schindler
- Musique : Marc Shaiman
- Photographie : Donald Peterman
- Montage : Kent Beyda (en)
- Pays d'origine : États-Unis
- Format : Couleurs - 1,85:1
- Genre : Comédie dramatique
- Durée : 119 minutes
- Date de sortie : 1992

## Distribution
- Billy Crystal (V.F. : Éric Missoffe ; V.Q. : Alain Zouvi) : Buddy Young, Jr.
- David Paymer (V.F. : Gilbert Levy ; V.Q. : Jean-Luc Montminy) : Stan
- Julie Warner : Elaine
- Helen Hunt (V.Q. : Anne Bédard) : Annie Wells
- Mary Mara (V.Q. : Linda Roy) : Susan
- Jerry Orbach : Phil Gussman
- Ron Silver (V.Q. : Marc Bellier) : Larry Meyerson
- Jason Marsden (V.Q. : Gilbert Lachance) : Buddy, âgé de 15 ans
- Carl Ballantine : Freddie
- Conrad Janis : Directeur
- Tim Russ : Assistant-directeur
- Marc Shaiman : Lucky Zindberg
- Richard Kind : Reporter
- Jerry Lewis (V.Q. : Benoît Marleau) : Lui-même
- Adam Goldberg : Eugene Gimbel
- Shadoe Stevens : Fred
- Michael Weiner (V.Q. : Pierre Auger) : Stan, âgé de 18 ans
- Lowell Ganz : Écrivain

Source et légende : Version québécoise (V.Q.) sur Doublage Québec.